# هلنا تولوه
هلنا تولوه (استونیایی: Helena Tulve؛ زادهٔ ۲۸ آوریل ۱۹۷۲) آهنگساز زن اهل استونی است. وی استاد آکادمی موسیقی و تئاتر استونی است.